# Première investiture de Macky Sall
Le 2 avril 2012, Macky Sall a été investi lors de sa première cérémonie d'investiture en tant que quatrième président du Sénégal. L'événement s'est déroulé au grand hôtel des Almadies, situé au palais présidentiel au cœur de Dakar. Sa prestation de serment a eu lieu le même jour devant les cinq membres du Conseil constitutionnel, officialisant ainsi son accession à la présidence sénégalaise.

## Contexte
Macky Sall remporte l'élection présidentielle avec un score de 65 % des voix, surpassant son adversaire Abdoulaye Wade, qui obtient 34 %. Malgré les fortes contestations suscitées par la candidature d'Abdoulaye Wade, ce dernier reconnaît sa défaite dès le soir du second tour, avant même la publication des résultats officiels,.

## Cérémonie
La cérémonie se déroule sous un chapiteau installé dans les jardins d'un grand hôtel de Dakar, devant environ 2 000 invités et est relativement sobre d'après Paris Match.

## Affluence et délégations présentes
Plusieurs chefs d'États africains ont fait le déplacement pour assister à cette investiture. Il s'agit notamment du président de la Côte d'Ivoire, Alassane Ouattara, du président de l'Union africaine Yayi Boni du Bénin, du président du Congo Denis Sassou Nguesso, de la présidente libérienne Ellen Johnson Sirleaf, du président du Cap-Vert, Jorge Carlos Fonseca, ainsi que du chef de la diplomatie française, Alain Juppé.

### Articles liés
- Conseil constitutionnel
- Politique au Sénégal